# 이학진
이학진(1985년 8월 20일~)은 대한민국의 루지 선수로, 2002년 동계 올림픽에 참가했다.